# Ikuta Lilas
Ikuta Lilas (幾田りら Ikuta Rira, sinh ngày 25 tháng 9 năm 2000) là một ca sĩ kiêm sáng tác nhạc người Nhật. Cô được biết đến nhiều nhất với tư cách là giọng ca chính của bộ đôi Yoasobi với nhà sản xuất Ayase, dưới nghệ danh là ikura, và là cựu thành viên của nhóm cover PLUSONICA. Sau nhiều đĩa đơn và đĩa chơi nhạc mở rộng, Ikuta đã phát hành album phòng thu đầu tay của mình Sketch vào tháng 3 năm 2023 và đạt vị trí thứ 4 trên Oricon Albums Chart.

## Đầu đời và giáo dục
Ikuta Lilas sinh ngày 25 tháng 9 năm 2000, tại Tokyo, Nhật Bản, và có ba anh chị em. Cô chuyển đến Chicago, Hoa Kì, vào năm 2001, và sống ở đó đến khi cô ba tuổi. Ikuta đã học piano khi cô học năm nhất tiểu học, và acoustic guitar vào năm lớp 6. Cô cũng là thành viên của câu lạc bộ âm nhạc của trường từ lớp ba đến lớp sáu. Ikuta đã viết bài hát đầu tiên của mình khi cô vẫn còn học tiểu học và biểu diễn buổi hòa nhạc đầu tiên khi cô còn là học sinh trung học cơ sở. Cô nói trong một cuộc phỏng vấn của Cinematoday rằng cô mong muốn trở thành một nhạc sĩ khi cha mẹ cô hứa sẽ viết bài hát cho nhau vào dịp Ngày Valentine và Valentine trắng. Cô theo học trường Cao đẳng Nghệ thuật của Đại học Nihon vào tháng 4 năm 2019 và tốt nghiệp vào tháng 3 năm 2023. Ikuta cho rằng âm nhạc của Taylor Swift đã ảnh hưởng rất lớn đối với phong cách sáng tác của cô.

## Sự nghiệp

### 2015–2019: Sự nghiệp hát đơn
Vào năm 2015, Ikuta đã tham gia một số buổi casting và thử giọng, bao gồm cả Singin' Japan do Sony Music Entertainment Japan tổ chức và cô được chọn vào vòng chung kết. Năm 2016, cô tham gia khóa đào tạo nghệ sĩ mới mang tên Lesson do SMEJ tài trợ và phát hành CD demo của mình 15 no Omoi. Sau đó cô trở thành thành viên của nhóm nhạc cover Plusonica đến năm 2021. Vào tháng 2 năm 2018, Ikuta xuất hiện lần đầu trên truyền hình tại Kon'ya, Tanjō! Ongaku Champ. Cô đã phát hành hai vở kịch mở rộng đầu tiên Rerise vào tháng 4 năm 2018, and Jukebox vào tháng 11 năm 2019 thông qua nhãn hiệu độc lập After School. Năm 2020, Ikuta trình diễn phiên bản tiếng Nhật của bài hát end-credit "Rocket to the Moon" cho bộ phim hoạt hình giả tưởng trên máy tính Over the Moon, và phát hành đĩa đơn mới "Hikari", đồng hành cùng buổi triển lãm của Kissme Atta Koto Aru no ni, Hajime Mashite.
Vào ngày 9 tháng 3 năm 2021, Ikuta phát hành "Answer" cho quảng cáo Bảo hiểm Khuyết tật Anshin của Tokio Marine & Nichido Life Insurance. Cô đã hát lại "Sweet Memories" của Seiko Matsuda cho album kỷ niệm 50 năm của Takashi Matsumoto Take Me to Kazemachi!. Ikuta đã tái phát hành "Romance no Yakusoku", ban đầu từ EP  Jukebox của cô ấy, vào ngày 14 tháng 8, kèm theo loạt phim thực tế về tình yêu Kyō, Suki ni Narimashita: Himawari-hen. Cô lồng tiếng cho Hiro-chan trong bộ phim hoạt hình khoa học giả tưởng năm 2021 Belle: Rồng và công chúa tàn nhang. Ngoài ra, vào năm 2021, Ikuta còn xuất hiện trên "Tarinai Sukunai" của Fujifabric từ album phòng thu thứ mười một của họ I Love You, Phiên bản tiếng Nhật của Tomorrow X Together của "0X1=Lovesong (I Know I Love You)" từ EP tiếng Nhật đầu tiên của họ Chaotic Wonderland, và "Hōseki" của Rei, và hợp tác với Milet và Aimer cho "Omokage" của The First Take để quảng cáo cho Tai nghe khử tiếng ồn không dây của Sony WF-1000XM4.
"Sparkle" của Ikuta được phát hành vào ngày 17 tháng 1 năm 2022, làm chủ đề cho Kyō, Suki ni Narimashita: Mikan-hen, Sotsugyō-hen 2022. Cô hợp tác với bộ đôi hip-hop Creepy Nuts và Ayase cho đĩa đơn "Baka Majime", phát hành vào ngày 20 tháng 3. Nó được đi kèm với sân khấu kỷ niệm 55 năm của All Night Nippon Ano Yoru o Oboe Teru. Đĩa đơn 'Lens', một chủ đề cho drama TBS Jizoku Kanō na Koi desu ka?: Chichi to Ko no Kekkon Kōshin Kyoku, đã đến vào ngày 14 tháng 6. Ikuta xuất hiện trên đĩa đơn của Tokyo Ska Paradise Orchestra "Free Free Free", phát hành vào ngày 27 tháng 7. Cô phụ trách bài hát chủ đề "Jump" của Giải vô địch bóng đá thế giới 2022 Fuji TV, đến vào ngày 20 tháng 11.
Vào tháng 1 năm 2023, Ikuta đã phát hành "Tanpopo" cho Drama 10 của NHK Ōoku. Album phòng thu đầu tay của cô "Sketch" được phát hành vào ngày 8 tháng 3. Nó ra mắt ở vị trí thứ tư trên Oricon Albums Chart, và thứ hai trên Hot Album Billboard Japan. Ikuta xuất hiện trên đĩa đơn "Senkō Hanabi" của Chiaki Satō từ album phòng thu thứ ba của cô Butterfly Effect. Bài hát được phát hành vào ngày 14 tháng 6. Cô đã phát hành đĩa đơn "P.S." cho bộ phim 1 Byō Saki no Kare vào ngày 7 tháng 7.

### 2019–nay: Yoasobi
Nhà sản xuất Vocaloid Ayase được yêu cầu thành lập một dự án âm nhạc như một phần của sự hợp tác với phương tiện truyền thông xã hội viết văn sáng tạo Monogatary.com, đã liên hệ với Ikuta sau khi xem một video trên Instagram và hỏi cô ấy liệu cô ấy có sẵn lòng bắt đầu một dự án âm nhạc với mình hay không, bắt đầu nên sự khởi đầu cho bộ đôi Yoasobi. Đĩa đơn đầu tay của họ "Yoru ni Kakeru", được phát hành vào cuối năm 2019, trở nên lan truyền và trở thành một thành công về mặt âm nhạc ở Nhật Bản, giúp Yoasobi trở nên nổi tiếng lần đầu trong nền âm nhạc Nhật Bản.

## Đĩa hát

### Album phòng thu
| Tiêu đề | Chi tiết | Vị trí đỉnh cao | Vị trí đỉnh cao | Vị trí đỉnh cao | Bán hàng      |
| Tiêu đề | Chi tiết | JPN             | JPN Comb.       | JPN Hot         | Bán hàng      |
| ------- | --- | --------------- | --------------- | --------------- | ------------- |
| Sketch  | - Released: March 8, 2023 - Label: Sony Japan - Formats: CD, CD+BD, DL, streaming Track listing 1. "Answer" 2. "Circle" (サークル) 3. "Sparkle" (スパークル) 4. "Midnight Talk" 5. "Tanpopo" (蒲公英) 6. "Jump" 7. "Lens" (レンズ) 8. "Kichijōji" (吉祥寺) 9. "Hikari" (ヒカリ) 10. "Hōseki" (宝石) 11. "Romance no Yakusoku" (ロマンスの約束) 12. "Sparkle (from the First Take)" (bonus track) 13. "Lens (from the First Take)" (bonus track) | 4               | 3               | 2               | - JPN: 26,841 |

### Đĩa mở rộng
| Tiêu đề | Chi tiết |
| ------- | --- |
| Rerise  | - Released: April 21, 2018 - Label: After School - Formats: CD Track listing 1. "'17" 2. "Teenager" 3. "Shiroi Koi" (白い恋) 4. "Yume Oi Bito" (夢追い人) 5. "Haru no Mama de" (春のままで)                                                                     |
| Jukebox | - Released: November 16, 2019 - Label: After School - Formats: CD, DL, streaming Track listing 1. "Omajinai" (おまじない) 2. "Tōriame" (通り雨) 3. "Romance no Yakusoku" (ロマンスの約束) 4. "Love Letter" (ラブレター) 5. "Mayonaka no Kimi to" (真夜中の君と) |

### Album demo
| Tiêu đề    | Chi tiết |
| ---------- | --- |
| 15 no Omoi | - Released: August 26, 2016 - Label: After School - Formats: CD Track listing 1. "Kono Chiisana Mune ni" (この小さな胸に) 2. "Anata e" (あなたへ) 3. "One Day" 4. "Yoake" (夜明け) |

### Đĩa đơn

#### Là nghệ sĩ chính
| Tiêu đề                                                                      | Năm  | Đỉnh      | Đỉnh    | Chứng nhận             | Album                                       |
| Tiêu đề                                                                      | Năm  | JPN Comb. | JPN Hot | Chứng nhận             | Album                                       |
| ---------------------------------------------------------------------------- | ---- | --------- | ------- | ---------------------- | ------------------------------------------- |
| "Rocket to the Moon" (ロケット・トゥ・ザ・ムーン~信じた世界へ~)              | 2020 | —         | —       |                        | Over the Moon (Music from the Netflix Film) |
| "Aitai"                                                                      | 2020 | —         | —       |                        | Đĩa đơn không nằm trong album               |
| "Hikari" (ヒカリ)                                                            | 2020 | —         | —       |                        | Sketch                                      |
| "Answer"                                                                     | 2021 | —         | 96      | - RIAJ: Gold (st.)     | Sketch                                      |
| "Sweet Memories"                                                             | 2021 | —         | —       |                        | Take Me to Kazemachi!                       |
| "Romance no Yakusoku" (ロマンスの約束)                                       | 2021 | —         | —       |                        | Jukebox and Sketch                          |
| "Omokage" (おもかげ) (with Milet and Aimer)                                  | 2021 | 27        | 11      | - RIAJ: Gold (st.)     | Đĩa đơn không nằm trong album               |
| "Sparkle" (スパークル)                                                       | 2022 | 26        | 35      | - RIAJ: Platinum (st.) | Sketch                                      |
| "Baka Majime" (ばかまじめ) (with Creepy Nuts and Ayase)                      | 2022 | 50        | 38      | - RIAJ: Gold (st.)     | Ensemble Play                               |
| "Lens" (レンズ)                                                              | 2022 | 24        | 12      |                        | Sketch                                      |
| "Jump"                                                                       | 2022 | —         | 61      |                        | Sketch                                      |
| "Tanpopo" (蒲公英)                                                           | 2023 | —         | —       |                        | Sketch                                      |
| "P.S."                                                                       | 2023 | —         | —       |                        | Đĩa đơn không nằm trong album               |
| "—" denotes releases that did not chart or were not released in that region. |      |           |         |                        |                                             |

#### Là nghệ sĩ nổi bật
| Tiêu đề                                                                                           | Năm  | Vị trí đỉnh cao | Vị trí đỉnh cao | Vị trí đỉnh cao | Album                         |
| Tiêu đề                                                                                           | Năm  | JPN             | JPN Comb.       | JPN Hot         | Album                         |
| ------------------------------------------------------------------------------------------------- | ---- | --------------- | --------------- | --------------- | ----------------------------- |
| "Tarinai Sukunai" (たりないすくない) (Fujifabric featuring Lilas Ikuta)                           | 2021 | —               | —               | —               | I Love You                    |
| "0X1=Lovesong (I Know I Love You)" (Japanese version) (Tomorrow X Together featuring Lilas Ikuta) | 2021 | —               | 42              | 42              | Chaotic Wonderland and Sweet  |
| "Hōseki" (宝石) (Rei featuring Lilas Ikuta)                                                       | 2021 | —               | —               | —               | Just Wanna Sing               |
| "Free Free Free" (Tokyo Ska Paradise Orchestra featuring Lilas Ikuta)                             | 2022 | 23              | —               | 24              | Đĩa đơn không nằm trong album |
| "Senko Hanabi" (線香花火) (Chiaki Satō featuring Lilas Ikuta)                                     | 2023 | —               | —               | 76              | Butterfly Effect              |
| "—" denotes releases that did not chart or were not released in that region.                      |      |                 |                 |                 |                               |

## Phim
| Năm  | Tiêu đề                            | Vai trò                | Ref.   |
| ---- | ---------------------------------- | ---------------------- | ------ |
| 2021 | Belle: Rồng và công chúa tàn nhang | Hiro-chan (lồng tiếng) | [ 24 ] |

## Buổi hòa nhạc
- 1st One Man Live: Bouquet (2019)[64]
- MTV Unplugged: Lilas Ikuta (2022)[65]
- 1st One Man Tour: Sketch (2023)[66]